# Raymundo Damasceno Assis
Raymundo Damasceno Assis, né le 15 février 1937 à Capela Nova, au Brésil, est un cardinal brésilien, archevêque d'Aparecida de 2004 à 2016.

## Biographie
Il est ordonné prêtre le 19 mars 1968 pour le diocèse de Brasilia.

### Évêque
Le 18 juin 1986, le pape Jean-Paul II le nomme évêque titulaire (ou in partibus) de Nova Petra (de), et évêque auxiliaire de Brasília. Il est secrétaire général du Conseil épiscopal latino-américain de 1991 à 1995.
Le 28 janvier 2004 il est nommé archevêque métropolitain d'Aparecida où il succède au cardinal Aloísio Lorscheider. Il est président du Conseil épiscopal latino-américain du 12 juillet 2007 au 19 mai 2011.

### Cardinal
Il est créé cardinal par Benoît XVI lors du consistoire du 20 novembre 2010. Il reçoit alors le titre de cardinal-prêtre de l'Immacolata al Tiburtino. Il participe au conclave de 2013 qui élit François.
Le 9 septembre 2014 il est nommé par François père synodal pour la troisième assemblée générale extraordinaire du synode des évêques sur la famille se déroulant du 5 au 19 octobre en qualité de président de la Conférence nationale des évêques du Brésil.
Le pape accepte sa démission de sa charge archiépiscopale le 16 novembre 2016 à l’âge de 79 ans. Trois mois plus tard, le 15 février 2017, il atteint la limite d'âge, ce qui l'empêche de participer aux votes du conclave de 2025 (élection de Léon XIV).

## Distinction
- Grand-officier de l'Ordre du mérite du travail judiciaire (pt) (remise le 11 août 2014[3],[4])